# Thomisus destefanii
Thomisus destefanii là một loài nhện trong họ Thomisidae.
Loài này thuộc chi Thomisus. Thomisus destefanii được Lodovico di Caporiacco miêu tả năm 1941.